# Gottlob Friedrich Ernst Schönborn
Gottlob Friedrich Ernst Schönborn (* 15. September 1737 in Stolberg im Harz; † 29. Januar 1817 auf Schloss Emkendorf) war ein deutscher Diplomat in dänischen Diensten mit engen Beziehungen zu Literaten, besonders zu denen des Hainbunds in Göttingen.

## Leben
Schönborn war der Sohn eines Predigers, der 1740 nach Bordelum in Holstein kam. 1755 besuchte er die Schule des Klosters Berge, ab 1758 studierte er Theologie in Halle. 1761 war er Hauslehrer auf Gut Trenthorst. Er schloss Freundschaft mit Matthias Claudius, den er 1764 oder 1766 nach Kopenhagen begleitete, wo er 1768 Hofmeister im Haus des Ministers Bernstorff wurde. Nach dessen Sturz folgte er ihm und Klopstock nach Hamburg (1771/72).
Schönborn wurde 1770 oder 1771 in Hamburg in die Freimaurerloge Zu den drei Rosen aufgenommen durch von Rosenberg, der auch Lessing aufnahm.
Der jüngere Bernstorff ernannte ihn dann zum dänischen Konsulatssekretär in Algier. Die Reise führte ihn, auf dem Weg nach Marseille, nach Göttingen, wo er sich im September/Oktober 1773 aufhielt, mit den Hainbund-Mitgliedern sprach und einige zum Eintritt in die Freimaurerloge anregte. In Frankfurt am Main freundete er sich mit Goethe an, im Haus seiner Familie wohnend. Er versah sein Amt in Algier 1774–1777 und erlebte dort den missglückten Landungsversuch der Spanier. 
1777–1802 war er unter verschiedenen Gesandten Legationssekretär in London und nahm seinen Ruhesitz 1802–1806 in Hamburg im Haus von Friedrich Perthes, dem Schwiegersohn des Matthias Claudius. 1803 besuchte er Anton Matthias Sprickmann in Münster. Als er 1806 den Grafen Friedrich Karl Reventlow auf Gut Emkendorf besuchte, schloss er dort einen Freundschaftsbund, vielleicht eine heimliche Ehe mit Katharina Gräfin zu Stolberg-Stolberg, der Schwester von Friedrich Leopold zu Stolberg-Stolberg, und blieb auf dem Schloss im Emkendorfer Kreis.
Schönborn schrieb Gedichte und Aufsätze, die im Wandsbecker Boten, im Göttinger Musenalmanach und im Deutschen Museum veröffentlicht wurden.